# Sophronica ochreoscutellaris
Sophronica ochreoscutellaris là một loài bọ cánh cứng trong họ Cerambycidae.